# Прокляття ката
«Прокляття ката» (англ. Hangman's Curse) — підлітковий роман Френка Едварда Перетті 2001 року, перша книга в серії «Проєкт “Верітас”».

## Сюжет
У центрі сюжету — надприродна, на перший погляд, справа, за яку взялася сім'я розслідувачів, що входять до проєкту «Верітас». Приблизно через сімдесят років після самогубства Абеля Фрая, учня середньої школи, який повісився, не витримавши цькувань, спортсмени зі шкільної футбольної команди починають втрачати здоровий глузд, побачивши те, що вони вважають привидом Абеля, який, за чутками, перебуває під контролем групи відьом, що прагнуть помститися. Привид Абеля змушує їх впадати в стан, схожий на кому.

## Екранізація
Фільм «Прокляття ката», заснований на однойменній книзі, вийшов на екрани у 2003 році. У ньому знялися Девід Кіт у ролі Нейта, Мел Гарріс у ролі Сари, Лейтон Містер у ролі Еліші та Дуґлас Сміт у ролі Елайджі. Фільм знімався переважно в середній школі Джона Р. Роджерса в Спокані, штат Вашингтон. Фільм суттєво відрізнявся від книги, вилучивши ключові сцени та зробивши героїню Кристал головною героїнею в ролі дівчини Яна Снайдера.